# Volley-Ball Chalon-sur-Saône
Le Volley-Ball Club Chalon-sur-Saône est un club de Volley-Ball basé à Chalon-sur-Saône, évoluant actuellement en Championnat de France Élite Masculin et en Nationale 3 féminin   Ce club organise ses entraînements entre le gymnase de la Vérerie et le gymnase Jean Zay

## Historique
- 1958 : Création du Club Léo Lagrange. Association loi de 1901 qui regroupe 200 adhérents dans différents sports.
- 1963 : Création de la section Volley-Ball au sein du Club.
- 1966 : Création d'une équipe féminine (15 joueuses).
- 1968 à 1973 : Une école de Volley fonctionne sous la responsabilité de Mr. Deste (Conseiller Régional) et de Mr. Dromard (Entraineur).
- 1973 : Création de l'association du Volley-Ball Club Chalon. Changement de statut ayant pour but le développement du club et son évolution vers la compétition.
- 2003 : Partenariat sportif avec le collège Robert-Doisneau sur trois ans. Création d'un club partenaire.
- 2004 : Projet de match de niveau national au Colisée de Chalon-sur-Saône.
- Saison 2005/2006 : Création d'une équipe régionale masculine qui termine dernière de son championnat.
- Saison 2006/2007 : L'équipe régionale masculine termine 3e de son championnat.
- Saison 2007/2008 : L'équipe régionale masculine remporte le titre de champion de Bourgogne et accède pour la première fois en Nationale 3[1].
- Saison 2008/2009 : L'équipe masculine du VBCC est reléguée en régional au terme d'une saison dans la poule du sud du championnat de France N3
- Saison 2009/2010 : L'équipe régionale masculine remporte le titre de champion de Bourgogne, la coupe de Bourgogne et accède pour la seconde fois en 3 saisons au Nationale 3
- Saison 2010/2011 : L'équipe masculine évolue dans le championnat de France National 3 - Poule B / L'équipe féminine termine championne de Bourgogne et accède à la N3
- Saison 2011/2012 : L'équipe masculine évolue à nouveau dans le championnat de France National 3- Poule B  / L'équipe féminine évolue dans le championnat de France National 3 - Poule C
- Saison 2017/2018 : L'équipe senior finit deuxième de sa poule de Nationale 3 (mais meilleur second nationale) et monte en fin de saison en Nationale 2[2].

## Palmarès
Masculins
- Champion de Bourgogne en 2008.
- Champion de Bourgogne en 2010 et Coupe de Bourgogne en 2010.
- 6e en Championnat de N3 en 2011 et Coupe de Bourgogne en 2011.
- 9e en Championnat de N3 en 2012 et Coupe de Bourgogne en 2012.
- Elimination en 1/16e de finale de la coupe de France face à Chaumont (Ligue B) en 2011.
- 9e en Championnat de N3 en 2012 et vainqueurs (pour la 3e année consécutive) de la Coupe de Bourgogne.

Féminins
- Championne de Bourgogne en 2011.
- 11e en Championnat de Nationale 3 en 2012